# Elizaveta
Elizaveta è un comune della Moldavia di 3.523 (dati 2004) abitanti
facente parte della municipalità di Bălți